# Pogonești (gmina)
Pogonești – gmina w Rumunii, w okręgu Vaslui. Obejmuje miejscowości Belcești, Pogonești i Polocin. W 2011 roku liczyła 1561 mieszkańców.